# Ruben Lagus
Ruben Lagus   (Hämeenkoski, 12 d'octubre de 1896 - Lohja, 5 de juliol de 1959) va ser un Major General finès durant la Guerra d'Hivern i la Guerra de Continuació. Va ser el primer soldat a ser condecorat amb la Creu de Mannerheim, el 22 de juliol de 1941.

## Biografia
Ernst Ruben Lagus va néixer el 12 d'octubre de 1896 a Koski Hl, Gran Ducat de Finlàndia, fill d'Aleksander Gabriel Lagus i Emma Matilda Bellman. Es va involucrar en el Moviment Jäger, on voluntaris finlandesos van rebre entrenament militar a Alemanya, i va seguir el seu germà a Alemanya el 1915. Mentre eren a Alemanya, els voluntaris finlandesos van formar el 27è Batalló Reial Prussià Jäger, lluitant per l'Exèrcit Imperial Alemany al Front Oriental de la Primera Guerra Mundial . Durant aquest temps, Lagus va participar en diverses batalles a les regions de Misa, el Golf de Riga i Lielupe.
Lagus va tornar a Finlàndia el 25 de febrer de 1918, unint-se a la Guerra Civil Finlandesa del costat dels Blancs. Com a comandant d'un batalló i ajudant d'un regiment, va participar a les batalles de Tampere, Kuokkala i Ollila.
Lagus es va casar el 1921 amb Olga Joana (Jane) Bamsayn, de la qui es divorcià el 1927 i es tornà a casar el 1935 amb Kenny Chris Gaddin. El seu fill Olof (1925-2009) va servir com a artiller d'un canó d'assalt a l'estiu de 1944 amb la divisió del seu pare, destruint almenys 5 tancs soviètics. Es va graduar com a advocat després de la guerra.
Ruben Lagus va estudiar a l'Escola de Guerra, d'on es graduà el 1928. Realitzà una visita d'estudis a Suècia el 1939, i estava familiaritzat amb les forces de la Wehrmacht.

### Carrera a l'exèrcit finlandès
Després del final de la guerra civil, de 1918 a 1927, Lagus va servir com a comandant de companyia en diverses unitats. Va ser ascendit a capità el 1919 i a major el 1924. El 1927 i el 1928, va comandar el 3r Batalló de Bicicletes, seguit de destinacions com a comandant d'una escola de Sotsoficials de 1928 a 1929 i com a comandant d'una companyia de cadets oficials a l'Escola de Cadets Finlandesa de 1929 a 1933.
El 1933, Lagus va ser nomenat comandant d'un batalló de subministraments, més tard regiment, i va ocupar el càrrec fins a l'inici de la Guerra Finosoviètica d'Hivern a finals de 1939. Durant la guerra, que va acabar a principis de 1940, va servir com a cap de subministraments de l'Exèrcit de l'Istme. Ascendit a coronel el 1940, Lagus va rebre el comandament de la Brigada de Bicicletes i després de la Brigada Jäger durant la Pau Provisional.
A la Guerra de Continuació, on Finlàndia va atacar la Unió Soviètica juntament amb Alemanya, Lagus va liderar inicialment la 1a Brigada Jäger en la invasió finlandesa de Ladoga, Carèlia. La unitat va ser la primera formació blindada de mida significativa en la història de l'exèrcit finlandès . Les seves forces van ser les primeres unitats finlandeses a creuar la frontera finosoviètica anterior a la Guerra d'Hivern, avançant finalment fins a Svir i Petrozavodsk com a part de la invasió finlandesa de Carèlia Oriental . Durant aquesta fase ofensiva inicial, Lagus va rebre breument el comandament de la 5a Divisió, però va haver de renunciar al càrrec a Ilmari Karhu, que era preferit pel comandant en cap finlandès, el mariscal Carl Gustav Emil Mannerheim. Va ser ascendit a general de divisió el 1941 i, el 22 de juliol de 1941, va rebre la primera Creu de Mannerheim mai atorgada.
Des del 1942 fins al final de la Guerra de Continuació el 1944, Lagus va comandar la Divisió Blindada Finlandesa, a la qual estava adscrita la 1a Brigada Jäger. Després de l'inici de l'ofensiva soviètica de Víborg-Petrozavodsk el 1944, la seva divisió va participar en la molt influent batalla de Tali-Ihantala, que va rebutjar l'ofensiva estratègica soviètica, preparant el camí per a una sortida finlandesa de la guerra.
Després de l'Armistici de Moscou que va posar fi a la guerra entre Finlàndia i la Unió Soviètica, Lagus va liderar una formació coneguda com a Grup Lagus durant la Guerra de Lapònia, en què els finlandesos van expulsar les forces alemanyes restants de la Lapònia finlandesa. A partir de 1945, Lagus va servir com a comandant de la 2a Divisió, abans de dimitir del servei el 1947.

### PeríodeJägeri Guerra Civil Finesa
Lagus formà part dels voluntaris que s'uniren a Alemanya al 27è Reial Batalló Jäger Prussià. Va participar en els combats al Front Oriental, combatent al riu Misse, al Golf de Riga i al Riu Aa.
Amb el final de la guerra, tornà a Vaasa, Finlàndia, on va combatre amb el 2n Regiment Jäger durant la Guerra Civil Finlandesa, prenent part a les batalles de Tampere i Kuokala.

### Segona Guerra Mundial
Durant la Guerra d'Hivern de 1939 contra la Unió Soviètica, Lagus va estar al càrrec dels subministraments de les tropes que estaven lluitant a l'istme de Carèlia.
Durant l'armistici, comandà el 14è Regiment, la Divisió de Logística del 4t Cos Finès, passant a comandar a l'agost de 1940 la Brigada de Ciclistes i, finalment, la 1a Brigada Jäger.

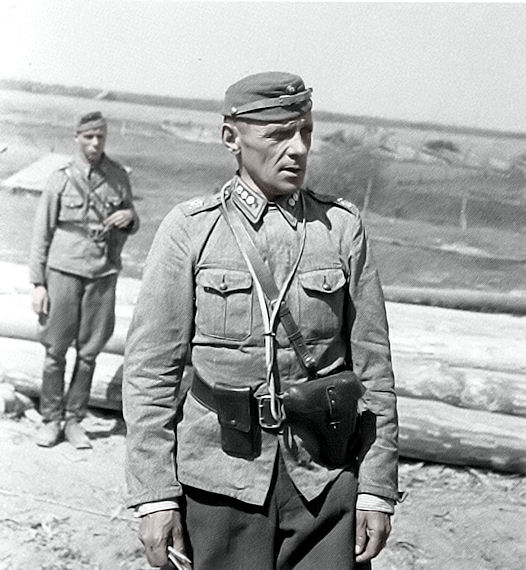
El Comandant 1a Brigada Jäger, el coronel Ruben Lagus.

La Guerra de Continuació va ser l'esclat de Jager, des del càrrec de comandant de la 1a Brigada Jäger. Després que el Major General Paavo Talvela fos cessat del comandament de la 5a Divisió per Mannerheim per excedir-se en les seves competències, Lagus hagué de comandar la divisió, passant a atacar el riu Svir i Petrozavodsk durant la conquesta finesa de la Carèlia Oriental. Pel seu èxit en aquesta ofensiva, Lagus va ser el primer soldat a rebre la Creu de Mannerheim, el 22 de juliol de 1941.
Al juny de 1942, Lagus va ser nomenat comandant de la recentment formada Panssaridivisioona, i durant un breu període de 1943 va ser comandant del VI Cos. La Divisió Blindada ha haver de bregar amb l'ofensiva soviètica de 1944, havent de retrocedir fins a la línia fronterera establerta al final de la Guerra d'Hivern.
Després del final de la Guerra de Continuació, hagué de traslladar-se amb la Panssaridivisioona per combatre a la Guerra de Lapònia fins a desembre de 1944, en què passà a comandar la 2a Divisió.

### Després de la guerra
Lagus es retirà del servei actiu el 1947, i s'establí a Salo. Va ser director general de Lohja Oy, on va treballar fins al 1959. Va morir el 15 de juliol de 1959. Està enterrat a Hèlsinki.

## Historial militar i condecoracions

### Dates de promocions[1]
- Hilfsgruppenführer – 10 de gener de 1916
- Gruppenführer – 19 de setembre de 1917
- Tinent – 11 de febrer de 1918
- Capità – 16 de maig de 1919
- Major – 16 de maig de 1924
- Tinent Coronel – 6 de desembre de 1933
- Coronel – 3 d'octubre de 1940
- Major General – 3 d'octubre de 1941

### Condecoracions[1]
- Creu de Cavaller de Mannerheim
- Creu de la Llibertat de 1a classe
- Creu de la Llibertat de 2a classe
- Creu de la Llibertat de 4a classe amb espases
- Orde de la Rosa Blanca
- Medalla de la Llibertat amb distintiu de guerra
- Medalla de la Guerra d'Hivern
- Medalla d'Or de l'Associació d'Oficials de Reserva
- Creu de Ferro de 1a classe (Alemanya)
- Creu de Ferro de 2a classe (Alemanya)
- Creu d'Honor 1914-1918 (Alemanya)
- Comandant de l'Orde de l'Espasa (Suècia)